# Geneviève d'Orléans
Geneviève d'Orléans, née le 21 septembre 1901 à Neuilly, et morte le 22 août 1983 à Rio de Janeiro,, troisième fille du prince Emmanuel d'Orléans, duc de Vendôme, et de la princesse Henriette de Belgique est un membre de la famille d'Orléans. 
La princesse Geneviève est la petite-fille du prince Ferdinand d'Orléans, duc d'Alençon, de la duchesse Sophie Charlotte en Bavière ; du prince Philippe de Belgique, comte de Flandre, et de Marie de Hohenzollern-Sigmaringen.

## Biographie
Geneviève d'Orléans a deux sœurs aînées : Marie-Louise d'Orléans et Sophie d'Orléans, ainsi qu'un frère cadet : Charles-Philippe d'Orléans.
Geneviève d'Orléans épouse à l'église Saint-Pierre de Neuilly le 2 juillet 1923 Antoine de Chaponay (Paris, 30 janvier 1893 - Rabat, 9 septembre 1956), fils de François-Pierre de Chaponay et de Constance Schneider.
Il était le petit-fils d'Henri Schneider, maître de forges et, par sa sœur Nicole de Chaponay, le beau-frère d'Antoine de Lévis Mirepoix, écrivain, membre de l'Académie française.
Attaché de légation, Antoine de Chaponay était veuf de Diane de Cossé Brissac (1901-1921). Lieutenant de cavalerie, il avait reçu la croix de guerre 1914-1918.
Deux enfants sont issus de cette union : 
- Henryane de Chaponay (Cannes 8 mai 1924 - Paris 9 octobre 2019), restée célibataire ;
- Pierre-Emmanuel de Chaponay (Paris 24 janvier 1925 - mort au combat en mer, Golfe du Mexique 2 octobre 1943), sans alliance.